# ジャスミン (色)
ジャスミン (jasmine) は、色のひとつでジャスミンの花のような黄色である。

## 概要
ジャスミンは元来熱帯や亜熱帯に生息する植物であり、日本には自生しない。故に色名としてのジャスミンに適切な日本語訳はない。
英語で“jasmine”という色名が登場したのは1925年なので、非常に新しい色名であるといえる。

## 近似色
- 黄色
- 淡黄色
- 浅黄色
- 檸檬色
- クリーム色
- ストロー